# MTV Europe Music Award za nejlepší evropský počin
Seznam výherců a nominovaných MTV Europe Music Awards v kategorii Nejlepší evropský počin.

## 2000 - 2009
| Rok   | Vítěz      | Nominovaní                                         |
| ----- | ---------- | -------------------------------------------------- |
| 2008* | Emre Aydın | - Finley - Dima Bilan - Leona Lewis - Shiri Maimon |
| 2009  | maNga      | - Deep Insight - Lost - Doda - Dima Bilan          |

(*) - Kategorie nesla název Evropský oblíbený umělec.

## 2010 - 2019
| Rok  | Vítěz         | Nominovaní |
| ---- | ------------- | --- |
| 2010 | Marco Mengoni | - Afromental - Dima Bilan - Enrique Iglesias - Inna |
| 2011 | Lena          | - Adele - Alexandra Stan - Atiye Deniz - Aurea - Ben Saunders - Charlie Straight - Compact Disco - Deus - Dubioza Kolektiv - Eva & The Heartmaker - Ewa Farna - Gimma - La Fouine - Lauri Ylönen - Mark F. Angelo featuring Shaya - Medina - Modà - Njuša - Russian Red - Sirena - Swedish House Mafia - The Young Professionals |